# Арена Амазонија
Арена Амазонија је стадион у граду Манаус у Бразилу. Стадион је изграђен за Светско првенство у фудбалу 2014.. Има капацитет од 42.374 гледалаца.